# Слоденьк, Юрий
Юрий Сло́деньк, немецкий вариант — Георг Мельцер (в.-луж. Jurij Słodeńk; нем. Georg Melzer, 4 сентября 1873 года, Панчицы-Куков, Лужица — 29 июня 1945 года, Будишин, Германия) — серболужицкий писатель, публицист, общественный деятель, педагог, музыкант и композитор. Один из основателей серболужицкой культурно-просветительской организации «Домовина».

## Биография
Родился в 1873 году в крестьянской семье в серболужицкой деревне Паншвиц-Куков в окрестностях Баутцена. С 1888 по 1894 год обучался в Католическом педагогическом училище в Будишине. С 1894 по 1899 год — учитель в Радиборе, с 1899 по 1933 год — в серболужицких деревнях Панчицы и Куков.
В 1864 году вступил в культурно-просветительскую организацию «Матица сербская». Долгие годы был председателем музыкального отдела этой организации. В 1895 году основал в Радиборе хор «Meja» и в 1907 году — хор «Lipa Serbska» в Панчицах. В 1912 году был одним из основателей серболужицкой культурно-просветительской организации «Домовина». С 1923 года — главный дирижёр Союза серболужицких песенных обществ (Zwjazk serbskich spěwarskich towarstwow). С 1927 года участвовал в издании четвёртого выпуска песенника «Towaŕšny spěwnik za serbskí lud» композитора Корлы Фидлера.
В 1908 году издал отдельным изданием сочинение «Na mórskich brjohach», которое ранее публиковалось на страницах газеты «Katolski Posoł». С 1923 по 1937 года опубликовал более шестисот заметок в разделе «Wobrazy ze wsy» (Заметки из деревни) в газете «Serbske Nowiny». Опубликовал несколько повестей в литературном журнале «Łužica».
После прихода к власти нацистов был отстранён от педагогической деятельности и принудительно отправлен на пенсию. Проживал в Будишине до своей кончины в 1945 году.